# آرثر صموئيل أتكينسون
آرثر صموئيل أتكينسون (بالإنجليزية: Arthur Samuel Atkinson)‏ هو محامي وسياسي نيوزلندي، ولد في 20 أكتوبر 1833، وتوفي في 10 ديسمبر 1902. انتخب عضو مجلس النواب النيوزيلندي.